# Xã Morgan, Quận Butler, Ohio
Xã Morgan (tiếng Anh: Morgan Township) là một xã thuộc quận Butler, tiểu bang Ohio, Hoa Kỳ. Năm 2010, dân số của xã này là 5.515 người.